# Neu Bartelshagen
Neu Bartelshagen è una frazione del comune tedesco di Niepars.